# Braamfontein

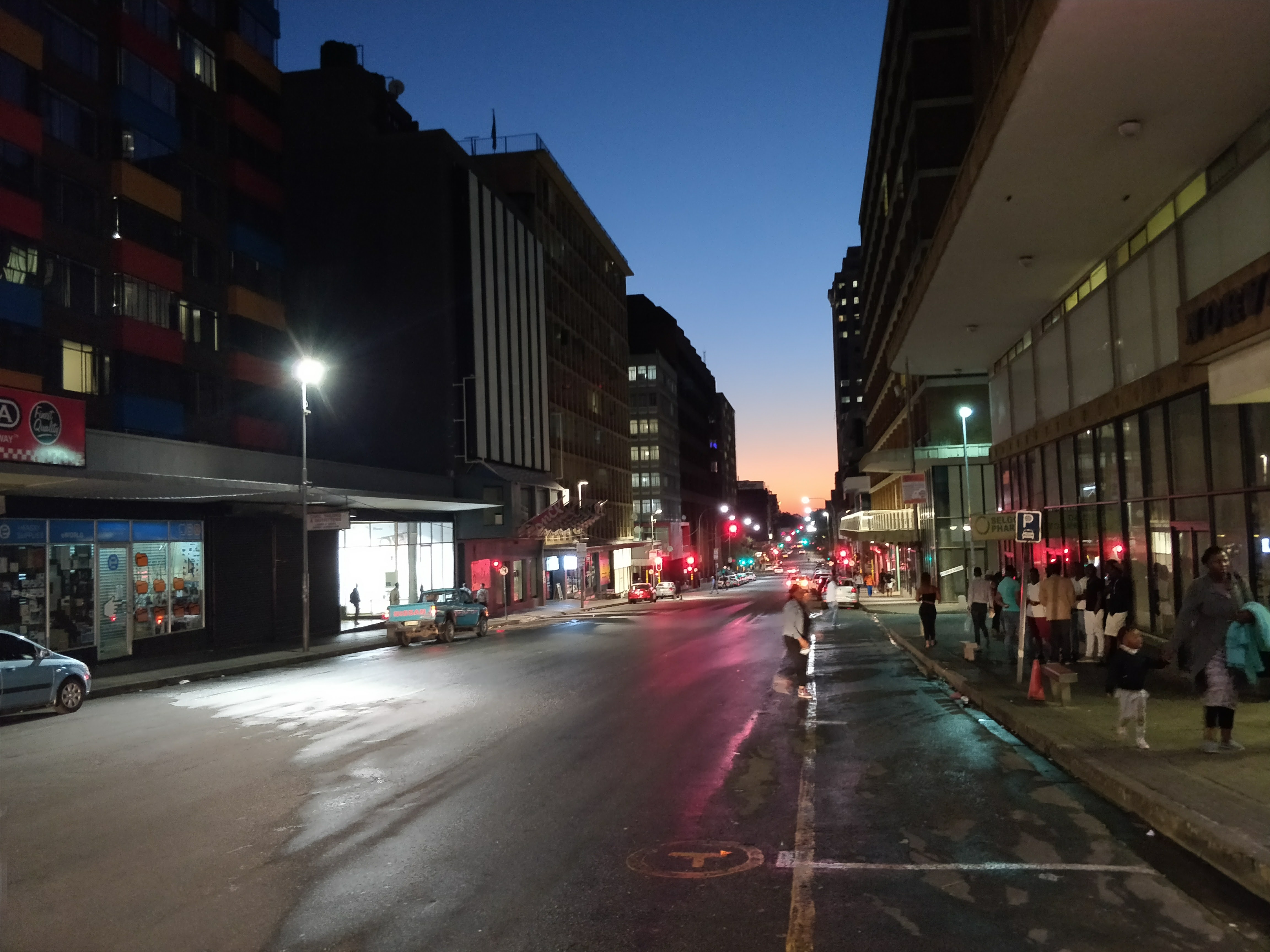
De Korke Street, Braamfontein, Johannesburg (2017)

Braamfontein (deutsch etwa „Brombeerquelle“) ist ein zentraler Stadtteil der südafrikanischen Metropole Johannesburg. 2001 hatte er 7007 Einwohner. Der Stadtteil liegt nordwestlich des Stadtzentrums zwischen Jan Smuts Avenue und Empire Road. Die Nelson Mandela Bridge verbindet Braamfontein mit dem Stadtteil Newtown, mit dem es ein kulturelles Zentrum bildet. So befinden sich in Braamfontein die Witwatersrand-Universität, der Constitution Hill und das Civic Centre. Außerdem gibt es das Jan Smuts House, wo das Arbeitszimmer von Jan Smuts zu besichtigen ist, ein Planetarium und das Origins Centre, das eine Ausstellung über die Ursprünge des Menschen beherbergt. Die Gertrude-Posel-Galerie, die Johannesburg Art Gallery und die Standard Bank Collection of Tribal Art sind weitere Touristenattraktionen.
1853 gab es auf dem Gebiet des heutigen Stadtteils eine Farm gleichen Namens, die Gert Bezuidenhout gehörte. 1888–89 wurden die auf dem Gebiet der Farm entstandenen ersten Siedlungen als Vorort nach Johannesburg eingemeindet. Während der Zeit der Apartheid entwickelte sich Braamfontein zu einem Geschäftszentrum.
In Braamfontein befindet sich der Unternehmenssitz von Sappi.